# Discographie de Sepultura
La discographie de Sepultura, un groupe de heavy metal brésilien, comporte quinze albums studio, deux albums live, trois compilations, quatre EP, cinq vidéos, treize singles et quinze clips.
Sepultura s'est formé en 1984 à Belo Horizonte, dans l’État du Minas Gerais, par les frères Max et Igor Cavalera. Après quelques changements dans la composition du groupe, Paulo Jr., à la basse, et Jairo Guedez, guitariste, deviennent membres permanents et enregistrent en 1986 le premier album studio de Sepultura, Morbid Visions, sous le label Cogumelo Records. Jairo Guedez quitte le groupe à l'issue de la première tournée, et est immédiatement remplacé par Andreas Kisser. La nouvelle formation enregistre alors cinq albums, de Schizophrenia en 1987 à Roots, leur plus célèbre album, en 1996, en passant par Beneath the Remains (1989), Arise (1991), et Chaos A.D. (1993).
En 1997, à la suite de nombreux désaccords personnels et artistiques, le chanteur Max Cavalera quitte le groupe et forme Soulfly. Les autres membres, désireux de continuer à jouer sous le nom de Sepultura, cherchent un remplacement et le trouvent en la personne de Derrick Green, de nationalité américaine - contrairement aux autres musiciens, tous brésiliens. Ils réalisent avec lui six albums, à ce jour : Against (1998), Nation (2001), le dernier album du groupe chez Roadrunner Records, Roorback (2003), les albums-concept Dante XXI (2006) et A-Lex (2009), et enfin Kairos (2011).

## Albums studio
| Année                                                                       | Détails | Meilleure position dans les classements | Meilleure position dans les classements | Meilleure position dans les classements | Meilleure position dans les classements | Meilleure position dans les classements | Meilleure position dans les classements | Meilleure position dans les classements | Meilleure position dans les classements | Meilleure position dans les classements | Meilleure position dans les classements | Meilleure position dans les classements | Certifications                                    |
| Année                                                                       | Détails | AUS                                     | AUT                                     | FRA                                     | GER                                     | NLD                                     | NOR                                     | SWE                                     | SWI                                     | UK                                      | US                                      | US Ind.                                 | Certifications                                    |
| --------------------------------------------------------------------------- | --- | --------------------------------------- | --------------------------------------- | --------------------------------------- | --------------------------------------- | --------------------------------------- | --------------------------------------- | --------------------------------------- | --------------------------------------- | --------------------------------------- | --------------------------------------- | --------------------------------------- | ------------------------------------------------- |
| 1986                                                                        | Morbid Visions - Sortie: 10 novembre 1986 - Label: Cogumelo (COG #002) - Format: CD, CS, LP                            | —                                       | —                                       | —                                       | —                                       | —                                       | —                                       | —                                       | —                                       | —                                       | —                                       | —                                       |                                                   |
| 1987                                                                        | Schizophrenia - Sortie: 30 octobre 1987 - Label: Cogumelo (COG #009) - Format: CD, CS, LP                              | —                                       | —                                       | —                                       | —                                       | —                                       | —                                       | —                                       | —                                       | —                                       | —                                       | —                                       |                                                   |
| 1989                                                                        | Beneath the Remains - Sortie: 5 septembre 1989 - Label: Roadrunner (RR #9511-2) - Format: CD, CS, LP                   | —                                       | —                                       | —                                       | —                                       | —                                       | —                                       | —                                       | —                                       | —                                       | —                                       | —                                       | BRA: Platine                                      |
| 1991                                                                        | Arise - Sortie: 20 mars 1991 - Label: Roadrunner (RR #9328-2) - Format: CD, CS, LP                                     | —                                       | —                                       | —                                       | —                                       | 68                                      | —                                       | 46                                      | 24                                      | 40                                      | 119                                     | —                                       | IDN: Gold RU : argent                             |
| 1993                                                                        | Chaos A.D. - Sortie: 2 septembre 1993 - Label: Epic/Roadrunner (RR #9000-2) - Format: CD, CS, LP                       | 27                                      | 19                                      | —                                       | 11                                      | 21                                      | 16                                      | 11                                      | 15                                      | 11                                      | 32                                      | —                                       | AUS: Gold UK: Gold US: Gold                       |
| 1996                                                                        | Roots - Sortie: 20 février 1996 - Label: Roadrunner (RR #8900-2) - Format: CD, CS, LP                                  | 3                                       | 2                                       | —                                       | 7                                       | 6                                       | 8                                       | 5                                       | 16                                      | 4                                       | 27                                      | —                                       | AUS: Gold CAN: Gold FRA : Gold RU : Gold US: Gold |
| 1998                                                                        | Against - Sortie: 6 octobre 1998 - Label: Roadrunner (RR #8700-2) - Format: CD, CS, LP                                 | 25                                      | 23                                      | 33                                      | 23                                      | 76                                      | —                                       | 33                                      | —                                       | 40                                      | 82                                      | —                                       |                                                   |
| 2001                                                                        | Nation - Sortie: 20 mars 2001 - Label: Roadrunner (RR #8560-2) - Format: CD                                            | 40                                      | 41                                      | 91                                      | 28                                      | —                                       | —                                       | —                                       | 84                                      | 88                                      | 134                                     | 4                                       | BRA: Gold                                         |
| 2003                                                                        | Roorback - Sortie: 26 mai 2003 - Label: FNM/Universal/SPV (SPV #092-74830) - Format: CD                                | —                                       | —                                       | 77                                      | 46                                      | —                                       | —                                       | —                                       | 69                                      | 129                                     | —                                       | 17                                      |                                                   |
| 2006                                                                        | Dante XXI - Sortie : 2 mars 2006 - Label : SPV (SPV #99812 CD) - Format : CD                                           | —                                       | —                                       | 166                                     | 64                                      | —                                       | —                                       | —                                       | —                                       | —                                       | —                                       | 45                                      | CY: Gold                                          |
| 2009                                                                        | A-Lex - Sortie : 23 janvier 2009 - Label : Steamhammer (#230635) - Format : CD, LP                                     | —                                       | 53                                      | 150                                     | 82                                      | —                                       | —                                       | —                                       | 68                                      | —                                       | —                                       | 48                                      |                                                   |
| 2011                                                                        | Kairos - Sortie : 24 juin 2011 - Label : Nuclear Blast - Format : CD                                                   | —                                       | 75                                      | 87                                      | 49                                      | —                                       | —                                       | —                                       | 45                                      | —                                       | —                                       | 48                                      |                                                   |
| 2013                                                                        | The Mediator Between Head and Hands Must Be the Heart - Sortie : 25 octobre 2013 - Label : Nuclear Blast - Format : CD | —                                       | —                                       | —                                       | —                                       | —                                       | —                                       | —                                       | —                                       | —                                       | —                                       | —                                       |                                                   |
| 2017                                                                        | Machine Messiah - Sortie : 13 janvier 2017 - Label : Nuclear Blast - Format : CD,LP,Digital                            | —                                       | —                                       | —                                       | —                                       | —                                       | —                                       | —                                       | —                                       | —                                       | —                                       | —                                       |                                                   |
| 2020                                                                        | Quadra - Sortie : 7 février 2020 - Label : Nuclear Blast - Format : CD,LP,Digital                                      | —                                       | —                                       | —                                       | —                                       | —                                       | —                                       | —                                       | —                                       | —                                       | —                                       | —                                       |                                                   |
| "—" indique que l'album n'a pas été classé ou n'est pas sorti dans ce pays. | |                                         |                                         |                                         |                                         |                                         |                                         |                                         |                                         |                                         |                                         |                                         |                                                   |

## Albums live
| Année                                                                       | Détails | Meilleure position | Meilleure position |
| Année                                                                       | Détails | FRA                | SWI                |
| --------------------------------------------------------------------------- | --- | ------------------ | ------------------ |
| 2002                                                                        | Under a Pale Grey Sky - Sortie : 22 septembre 2002 - Label : Roadrunner (RR #8436-2) - Format : CD                 | 52                 | 99                 |
| 2005                                                                        | Live in São Paulo - Sortie: 8 novembre 2005 - Label: SPV (SPV #99522 2CD) - Format: CD                             | —                  | —                  |
| 2014                                                                        | Metal Vains: Alive at Rock in Rio (avec Les Tambours du Bronx) - Label : Armoury Records (ARMCD #563) - Format: CD |                    |                    |
| "—" indique que l'album n'a pas été classé ou n'est pas sorti dans ce pays. | |                    |                    |

## Compilations
| Année                                                                       | Détails | Meilleure position | Meilleure position |
| Année                                                                       | Détails | AUS                | US                 |
| --------------------------------------------------------------------------- | --- | ------------------ | ------------------ |
| 1996                                                                        | The Roots of Sepultura - Sortie: 29 novembre 1996 - Label: Roadrunner (RR #8900-8) - Format: CD             | 42                 | —                  |
| 1997                                                                        | Blood-Rooted - Sortie: 3 juin 1997 - Label: Roadrunner (RR #8821-2) - Format: CD                            | —                  | 162                |
| 2005                                                                        | Roadrunner Records 25th Anniversary Series: Roots - Sortie: 7 juin 2005 - Label: Roadrunner () - Format: CD | —                  | —                  |
| 2006                                                                        | The Best of Sepultura - Sortie: 12 septembre 2006 - Label: Roadrunner (RR #8260-2) - Format: CD             | —                  | —                  |
| 2021                                                                        | SepulQuarta - Sortie : 13 août 2021 - Label : Nuclear Blast (27361 59142) - Format : CD, LP, Digital        |                    |                    |
| "—" indique que l'album n'a pas été classé ou n'est pas sorti dans ce pays. | |                    |                    |

## Extended plays
| Année | Détails                                                                                       |
| ----- | --------------------------------------------------------------------------------------------- |
| 1985  | Bestial Devastation - Sortie: 1er décembre 1985 - Label: Cogumelo (COG #001) - Format: CD, LP |
| 1992  | Third World Posse - Sortie: 1992 - Label: Roadrunner (RR #9382) - Format: CD, LP              |
| 1993  | Refuse/Resist - Sortie: 1993 - Label: Roadrunner (RR #2377-2) - Format: CD, CS, LP            |
| 1996  | Natural Born Blasters - Sortie: 1996 - Label: () - Format: CD                                 |
| 1997  | Procreation Of The Wicked - Sortie: February 1997 - Label: Roadrunner () - Format: CD         |
| 2002  | Revolusongs - Sortie: 22 November 2002 - Label: FNM/Universal (FNM #020) - Format: CD         |
| 2014  | Dupla Identidade - Sortie : 20 octobre 2014 - Label : Som Livre () - Format : CD              |

## Singles
| Année                                                                         | Single                      | Meilleure position dans les classements | Meilleure position dans les classements | Meilleure position dans les classements | Meilleure position dans les classements | Meilleure position dans les classements | Meilleure position dans les classements | Meilleure position dans les classements | Meilleure position dans les classements | Meilleure position dans les classements | Meilleure position dans les classements | Album      |
| Année                                                                         | Single                      | AUS                                     | FIN                                     | FRA                                     | GER                                     | IRL                                     | NLD                                     | NOR                                     | NZL                                     | SWE                                     | UK                                      | Album      |
| ----------------------------------------------------------------------------- | --------------------------- | --------------------------------------- | --------------------------------------- | --------------------------------------- | --------------------------------------- | --------------------------------------- | --------------------------------------- | --------------------------------------- | --------------------------------------- | --------------------------------------- | --------------------------------------- | ---------- |
| 1991                                                                          | "Arise"                     | —                                       | —                                       | —                                       | —                                       | —                                       | —                                       | —                                       | —                                       | —                                       | —                                       | Arise      |
| 1991                                                                          | "Under Siege (Regnum Irae)" | —                                       | —                                       | —                                       | —                                       | —                                       | —                                       | —                                       | —                                       | —                                       | 91                                      | Arise      |
| 1991                                                                          | "Dead Embryonic Cells"      | —                                       | —                                       | —                                       | —                                       | —                                       | —                                       | —                                       | —                                       | —                                       | —                                       | Arise      |
| 1993                                                                          | "Refuse/Resist"             | —                                       | —                                       | —                                       | —                                       | 29                                      | —                                       | —                                       | —                                       | —                                       | 51                                      | Chaos A.D. |
| 1994                                                                          | "Territory"                 | —                                       | —                                       | —                                       | —                                       | 8                                       | —                                       | —                                       | 50                                      | —                                       | 66                                      | Chaos A.D. |
| 1994                                                                          | "Slave New World"           | —                                       | —                                       | —                                       | —                                       | —                                       | —                                       | —                                       | —                                       | 32                                      | 46                                      | Chaos A.D. |
| 1996                                                                          | "Roots Bloody Roots"        | 44                                      | 2                                       | 26                                      | 42                                      | 27                                      | 35                                      | 20                                      | —                                       | 14                                      | 19                                      | Roots      |
| 1996                                                                          | "Ratamahatta"               | —                                       | —                                       | —                                       | —                                       | —                                       | —                                       | —                                       | —                                       | —                                       | 23                                      | Roots      |
| 1996                                                                          | "Attitude"                  | —                                       | 16                                      | —                                       | —                                       | —                                       | —                                       | —                                       | —                                       | —                                       | 46                                      | Roots      |
| 1998                                                                          | "Choke"                     | —                                       | —                                       | —                                       | —                                       | —                                       | —                                       | —                                       | —                                       | —                                       | 110                                     | Against    |
| 1999                                                                          | "Against"                   | —                                       | —                                       | —                                       | —                                       | —                                       | —                                       | —                                       | —                                       | —                                       | —                                       | Against    |
| 1999                                                                          | "Tribus"                    | —                                       | —                                       | —                                       | —                                       | —                                       | —                                       | —                                       | —                                       | —                                       | —                                       | Against    |
| 2006                                                                          | "Convicted in Life"         | —                                       | —                                       | —                                       | —                                       | —                                       | —                                       | —                                       | —                                       | —                                       | —                                       | Dante XXI  |
| 2011                                                                          | "Kairos"                    | —                                       | —                                       | —                                       | —                                       | —                                       | —                                       | —                                       | —                                       | —                                       | —                                       | Kairos     |
| "—" indique que le single n'a pas été classé ou n'est pas sorti dans ce pays. |                             |                                         |                                         |                                         |                                         |                                         |                                         |                                         |                                         |                                         |                                         |            |

## Albums vidéo
| Année | Détails | Meilleure position |  |
| ----- | --- | ------------------ |  |
| 1992  | Under Siege (Live in Barcelona) - Sortie : 14 janvier 1992 - Label : Roadrunner (RRV #0996-3) - Format : VHS                  | 13                 |  |
| 1995  | Third World Chaos - Sortie : 27 juin 1995 - Label : Roadrunner (RRV #0994-5) - Format : VHS                                   | 6                  |  |
| 1997  | We Are What We Are - Sortie : 28 janvier 1997 - Label : Roadrunner (RRV #0991-8) - Format : VHS                               | 19                 |  |
| 2002  | Chaos DVD - Sortie : 7 octobre 2002 - Label : Roadrunner (DVD #9065-9) - Format : DVD                                         | 38                 |  |
| 2005  | Live in São Paulo - Sortie : 8 novembre 2005 - Label : SPV (SPV #99527 2DVD) - Format : DVD                                   | —                  |  |
| 2014  | Metal Vains: Alive at Rock in Rio (avec Les Tambours du Bronx) - Label : Eagle Rock Entertainment (ERBRD #5231) - Format: DVD |                    |  |

1.Billboard Top Music Video Charts.

## Clips musicaux
| Année | Titre                  | Réalisateur          |
| ----- | ---------------------- | -------------------- |
| 1989  | "Inner Self"           | Aurelio Diaz         |
| 1991  | "Dead Embryonic Cells" | Bill Henderson       |
| 1992  | "Arise"                | Bill Henderson       |
| 1993  | "Refuse/Resist"        | Peter Christopherson |
| 1993  | "Territory"            | Paul Rachman         |
| 1994  | "Slave New World"      | Thomas Mignone       |
| 1996  | "Roots Bloody Roots"   | Thomas Mignone       |
| 1996  | "Ratamahatta"          | Fred Stuhr           |
| 1996  | "Attitude"             | Block                |
| 1998  | "Choke"                | Raul Machado         |
| 2003  | "Bullet the Blue Sky"  | Ricardo Della Rosa   |
| 2004  | "Mindwar"              | Ricardo Della Rosa   |
| 2005  | "Refuse/Resist" (live) | Lecuck Ishida        |
| 2006  | "Convicted in Life"    | Luis Carone          |
| 2008  | "Ostia"                | Geraldo Moraes       |
| 2009  | "We've Lost You"       | André Moraes         |
| 2009  | "What I Do!"           | Sepultura            |